# Château de la Dufferie
 (juillet 2025).
Motif : pas de sources récentes / suite Brozouf
- Archive Wikiwix
- Bing
- Cairn
- DuckDuckGo
- E. Universalis
- Gallica
- Google
- G. Books
- G. News
- G. Scholar
- Persée
- Qwant
- (zh) Baidu
- (ru) Yandex
- (wd) trouver des œuvres sur Wikidata

| 1. | Préciser le motif de la pose du bandeau. | Précisez le motif de la pose du bandeau en utilisant la syntaxe suivante : {{admissibilité à vérifier\|date=juillet 2025\|motif=remplacez ce texte par le motif}}                           |
| 2. | Informer les utilisateurs concernés.     | Pensez à avertir le créateur de l'article, par exemple, en insérant le code ci-dessous sur sa page de discussion : {{subst:avertissement admissibilité à vérifier\|Château de la Dufferie}} |

Le Château de la Dufferie est un château français, situé à Oisseau, dans le département de la Mayenne et la région des Pays de la Loire. Il était situé à 5 kilomètres au Nord du bourg..  

## Désignation[1]
- La Duferie, château et étang du Gué (Hubert Jaillot).
- La Duferie et la Petite Duferie, château, village et chapelle (Carte de Cassini)

## Histoire
Le fief mouvait de la Haie-sur-Colmont. Il y avait en 1412 « maison noble et seigneuriale, enfermée de douves et fossés, bois de haute futaie, bois taillis, domaine, métairies, moulin, vassaux et sujets ». Les seigneurs avaient leur caveau dans l'église paroissiale, près de l'autel Notre-Dame Ils obtinrent en 1607, à cause de la peste, de faire célébrer la messe au château. 
Le château à l'extrémité de la commune est entouré de douves sèches. Il est différent de celui qu'on décrit en 1607 : « avec fuie, court, pressoir et jardin, entouré de murs avec tours et tourelles ». La chapelle est plus ancienne. On demande en l'an XII la conservation de la chapelle. Elle existe encore, avec le château et ses douves. L'écusson de la Dufferie est sculpté au linteau de la porte ; la fenêtre est fermée d'une grille ouvragée avec bande dentelée à la partie supérieure. 

## Sources et bibliographie
- « Château de la Dufferie », dans Alphonse-Victor Angot et Ferdinand Gaugain, Dictionnaire historique, topographique et biographique de la Mayenne, Laval, A. Goupil, 1900-1910 [détail des éditions] (BNF 34106789, présentation en ligne)